# Thermotoga neapolitana
Espèce
Thermotoga neapolitana est un organisme hyper-thermophile membre de l'ordre des Thermotogales.

## Liste des non-classés
Selon NCBI (28 mars 2020) :
- non-classé Thermotoga neapolitana 2812A
- non-classé Thermotoga neapolitana DSM 4359
- non-classé Thermotoga neapolitana LA10
- non-classé Thermotoga neapolitana Mcl

## Découverte
Thermotoga neapolitana a été découvert en 1985 dans le Lucrino, en Italie, dans un environnement de sources thermales par Shimshon Belkin, Carl. O Wirsen, et Holger W. Jannasch de l'Université de Berkeley.

## Habitat et conditions environnementales
Thermotoga neapolitana est considéré comme étant un thermophile avec une plage de températures supportables de 50−95 °C. La température optimale a été trouvée à 77 °C, ce qui en fait presque un hyper-thermophile. Il est également prouvé que l'on pouvait le trouver dans des milieux salins, en raison de sa capacité à se développer dans des environnements modérément halophiles.

## Publication originale
- (en) Holger W. Jannasch, Robert Huber, Shimshon Belkin et Karl O. Stetter, « Thermotoga neapolitana sp. nov. of the extremely thermophilic, eubacterial genus Thermotoga », Archives of Microbiology, vol. 150, no 1,‎ 1988, p. 103-104 (ISSN 0302-8933, DOI 10.1007/BF00409725, lire en ligne, consulté le 28 mars 2020).